# 香港駐美總經貿專員
香港駐美國總經濟貿易專員（英語：Hong Kong Commissioner for Economic and Trade Affairs, USA），簡稱駐美總經貿專員（Hong Kong Commissioner to the United States），設於1993年5月，在擬設階段時的中文官銜為香港駐華盛頓經濟及貿易事務公使。駐美總經貿專員為香港特別行政區政府駐美国的最高官方代表，負責香港與美國關係，並監督香港駐華盛頓、駐紐約及駐三藩市經濟貿易辦事處的工作。

## 歷史
在1990年代，由於香港即將移交至中國，港英政府為加強香港在美國的影響力及確保美國聯邦政府、美国国会及商界領袖明白香港的利益和關注事項，決定開設香港駐華盛頓經濟及貿易事務公使一職。另外，由於香港經濟貿易辦事處將脫離女皇陛下外交部的系統，所以公使亦負責監督和統籌香港駐美國的三個經貿辦（即駐華盛頓辦、駐紐約辦及駐三藩市辦）的工作。
首位獲委任的公使為屈珩，惟當時盛傳港府因在官員本地化下要他讓出晉升機會予陳方安生，故港府為他度身訂做公使一職作安撫之用。立法局議員張文光及鄭海泉均批評為屈珩設立公使職位是政治酬庸，而張更批評屈珩先前並沒有豐富貿易事務經驗，鄭亦指公使是繼為霍德提升港府駐英專員的級別及開支後的另一類似例子。另外，屈珩更在美國親自挑選豪華大宅作官邸，進一步增加公使辦公室的開支。最終，工商司周德熙則對外解釋須安排更高級的官員外派至華盛頓，慶幸屈珩願意肩負重任。

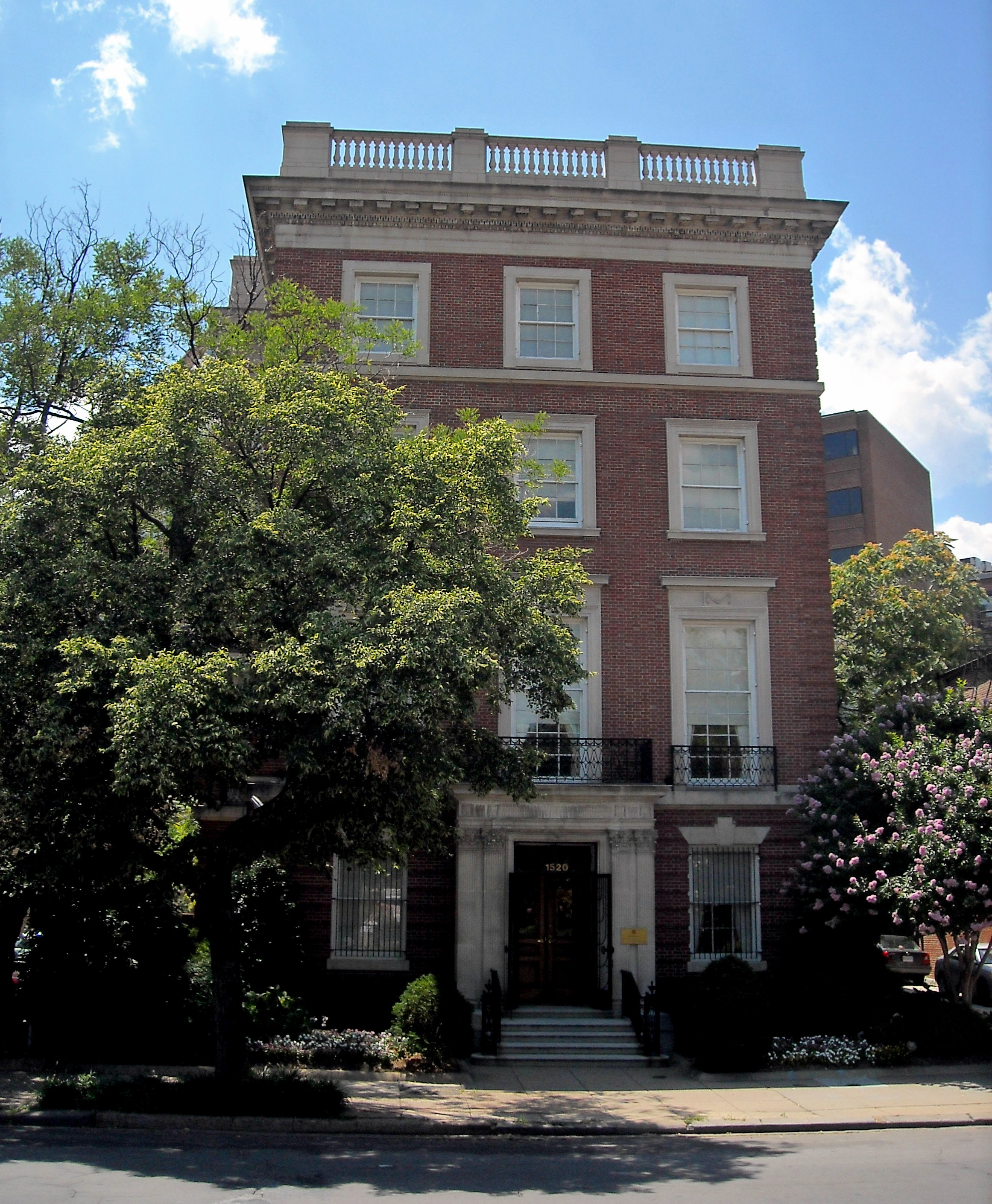
香港駐美國總經濟貿易專員於香港駐華盛頓經濟貿易辦事處辦公

屈珩在1993年5月正式上任為香港駐美國總經濟貿易專員，而總專員辦公室則在同年10月正式運作。及後，港府在1995年10月動用三千萬港元購入沙地阿拉伯駐美國大使館的舊址，作為北美區的總專員及駐華盛頓辦的聯合辦公室。在1996年屈珩卸任前，港府指出總專員確實增加香港與美國重要政治人物的交流，成功處理香港與美國關係的各種問題，而總專員的祟高地位亦在與傳媒溝通上取得優勢。同時，總專員亦有效監督和統籌香港駐美國的三個經貿辦。
另外，總專員的職級在屈珩卸任後得以下調至首長級甲級政務官。不過，港府安排首長級薪級表第四級官員彭贊榮署任總專員職位，而駐華盛頓辦處長翟信賢則以編外名額實任首長級甲級政務官，使總專員的薪酬級別比他監督的處長還要低。雖然港府以總專員與駐華盛頓辦為兩個獨立編制來解釋這個特殊情況，但就被劉慧卿指責安排荒謬。在2004年，總專員和駐華盛頓辦的編制合併，而駐華盛頓辦的處長則會兼任總專員的副手。
在2019年香港爆發反對逃犯條例修訂草案運動後，中國向香港實施《香港國安法》，美國因而認為港府侵犯人权及失去自治權並制裁香港，美国国会繼而出現關閉香港駐美三家經貿辦的呼聲。然而由於港美交惡，雙方官民均不願與對方交流，置棄不顧各駐美經貿辦，總專員職位更自麥德偉從2021年9月離任後即告懸空。葉劉淑儀更直指麥德偉離任後總專員懸空多年，再派公務員出任總專員亦未必能直接與美國官員或國會議員會面，關閉或縮編駐美經貿辦更可節省人手及成本，彌補港府在港空缺，而空出的辦公室亦可考慮放租。

## 官邸
駐美總經貿專員在马里兰州蒙哥马利县的豪宅區贝塞斯达設有官邸。港府在1993年設立職位時由候任總專員屈珩親自前往美國挑選物業，因而向香港立法局申請250萬美元在豪宅區購入豪華大宅，以配合香港及總專員的形象與地位。最終大宅成交價為150萬美元，而重新裝修為官邸的費用則為78萬美元。該官邸約有七萬平方呎面積，並配有草地花園、泳池及網球場等。同時，官邸在編制上亦設有兩名工人。
雖然總專員官邸極為奢華，但以休閒生活為設計主題，而設施更集中於娛樂消遣之上，樓面面積不大而飯廳更狹小得難以招待國會議員等美國政商界人士。連同地理遠離美國政府機關，難以辦公的官邸對屈珩的多位繼任人均不太討好。同時，美國官方給予香港特區政府的土地買賣免徵稅外交待遇只限於华盛顿哥伦比亚特区內，因此港府在主權移交後買賣位於马里兰州的官邸物業時仍然需要繳付稅項，故此總專員難以計劃更換官邸。

## 總專員列表
駐美總經貿專員一職在屈珩任內為司級政務官的職位，達首長級薪級表第八級，及後則降回首長級甲級政務官，即首長級薪級表第六級。雖然駐美總經貿專員領導三名駐美的經貿辦處長，但第二任總專員彭贊榮並非政務主任出身的首長級政務官，而是由物業估價測量師職系出身，在獲委任總專員前為首長級薪級表第四級的土地註冊處處長，而他在卸任後亦回任首長級薪級表第五級職級，出任差餉物業估價署署長。然而，總專員職位自麥德偉從2021年9月離任後至今仍然懸空。
1. 屈珩（任期：1993年5月1日至1996年7月30日）[1][3][13]
2. 彭贊榮（任期：1996年11月27日至1999年2月15日）[13][15][16]
3. 韋玉儀（任期：1999年2月16日至2006年7月30日）[13][17][18]
4. 方舜文（任期：2006年7月31日至2008年10月19日）[18][19]
5. 唐智強（任期：2008年10月20日至2014年2月2日）[19][20]
6. 梁卓文（任期：2014年2月3日至2018年6月11日）[20][21]
7. 麥德偉（任期：2018年7月3日至2021年9月）[9][21]

## 外部連結
- 香港駐華盛頓經濟貿易辦事處 （页面存档备份，存于）
- 香港境外辦事處 （页面存档备份，存于）